# Monumento natural de los Acantilados de Beberibe
Monumento Natural de los Acantilados de Beberibe (en portugués: Monumento Natural das Falésias de Beberibe) es una unidad de conservación de protección integral brasileña, localizada en el municipio de Beberibe, en el estado de Ceará. Fue creado a través del decreto N.º 27.461, del 4 de junio de 2004. El objetivo de la creación de esta unidad es la preservación del paisaje de acantilados y dunas y ordenar la actividad turística en la región.